# 24. Tarnowska Nagroda Filmowa
24. Tarnowska Nagroda Filmowa – odbyła się w dniach 9–16 maja 2010 roku.

## Filmy konkursowe

### Konkurs główny
- Afonia i pszczoły – reż. Jan Jakub Kolski
- Dom zły – reż. Wojciech Smarzowski
- Enen – reż. Feliks Falk
- Galerianki – reż. Katarzyna Rosłaniec
- Handlarz cudów – reż. Jarosław Szoda, Bolesław Pawica
- Hel – reż. Kinga Dębska
- Jestem twój – reż. Mariusz Grzegorzek
- Mistyfikacja – reż. Jacek Koprowicz
- Mniejsze zło – reż. Janusz Morgenstern
- Moja krew – reż. Marcin Wrona
- Operacja Dunaj – reż. Jacek Głomb
- Rewers – reż. Borys Lankosz
- Świnki – reż. Robert Gliński
- Wszystko, co kocham – reż. Jacek Borcuch
- Zero – reż. Paweł Borowski

### Konkurs „Kino Młodego Widza”
- Baśnie i bajki polskie, odc.:
  - Bursztynowa korona – reż. Paweł Czarzasty
  - Czarne licho – reż. Robert Turło
  - Szewc Kopytko i Kaczor Kwak – reż. Andrzej Gosieniecki
- Podróże na Burzowej Chmurze, odc.:
  - Guzik Latuse'a – reż. Janusz Martyn
  - Kawa Babujagi – reż. Agnieszka Sadurska
  - Klucz Minimiszka – reż. Agnieszka Sadurska
  - Lustro gnomów – reż. Artur Wrotniewski
  - Łuska Niksa – reż. Andrzej Morawski
  - Owsianka Nissa – reż. Andrzej Morawski
  - Włos Liczyrzepy – reż. Janusz Martyn
- Zielona kredka – reż. Jan Steliżuk

## Skład jury
- Maciej Wojtyszko – reżyser, przewodniczący jury
- Jerzy Armata – krytyk filmowy, dyrektor artystyczny festiwalu
- Barbara Brożek-Czekańska – artysta plastyk, radna Miasta Tarnowa, przewodnicząca Komisji Kultury
- Ewa Braun – scenograf
- Jerzy Hebda – radny Miasta Tarnowa
- Ryszard Jaźwiński – dziennikarz filmowy Programu III Polskiego Radia
- Maria Kornatowska – krytyk filmowy
- Janusz Kołodziej – redaktor naczelny miesięcznika TELE-PRO
- Krystyna Latała – dyrektor zarządzający Radia Eska Tarnów
- Robert Lichwała – rzecznik prasowy Azotów Tarnów
- Łukasz Maciejewski – krytyk filmowy
- Grzegorz Molewski – prezes Kino Polska Dystrybucja
- Jacek Poniedziałek – aktor
- Wojciech Waglewski – muzyk, kompozytor
- Maria Wardyń – zastępca dyrektora Tarnowskiego Centrum Kultury

## Laureaci

### Konkurs główny
- Nagroda Grand Prix – Statuetka Maszkarona:
  - Dom zły – reż. Wojciech Smarzowski
- Nagroda Jury Młodzieżowego – Statuetka Kamerzysty:
  - Zero – reż. Paweł Borowski
- Nagroda publiczności – Statuetka Publika:
  - Rewers – reż. Borys Lankosz
- Nagrody specjalne jury:
  - Paweł Borowski – za debiut reżyserski (Zero)
  - Borys Lankosz – (Rewers)
- Nagroda za całokształt twórczości:
  - Wojciech Kilar

### Konkurs „Kino Młodego Widza”
- Nagroda Jury Dziecięcego – Statuetka Koguta:
  - Baśnie i bajki polskie, odc. Czarne licho – reż. Robert Turło